# Хлєбниковський список

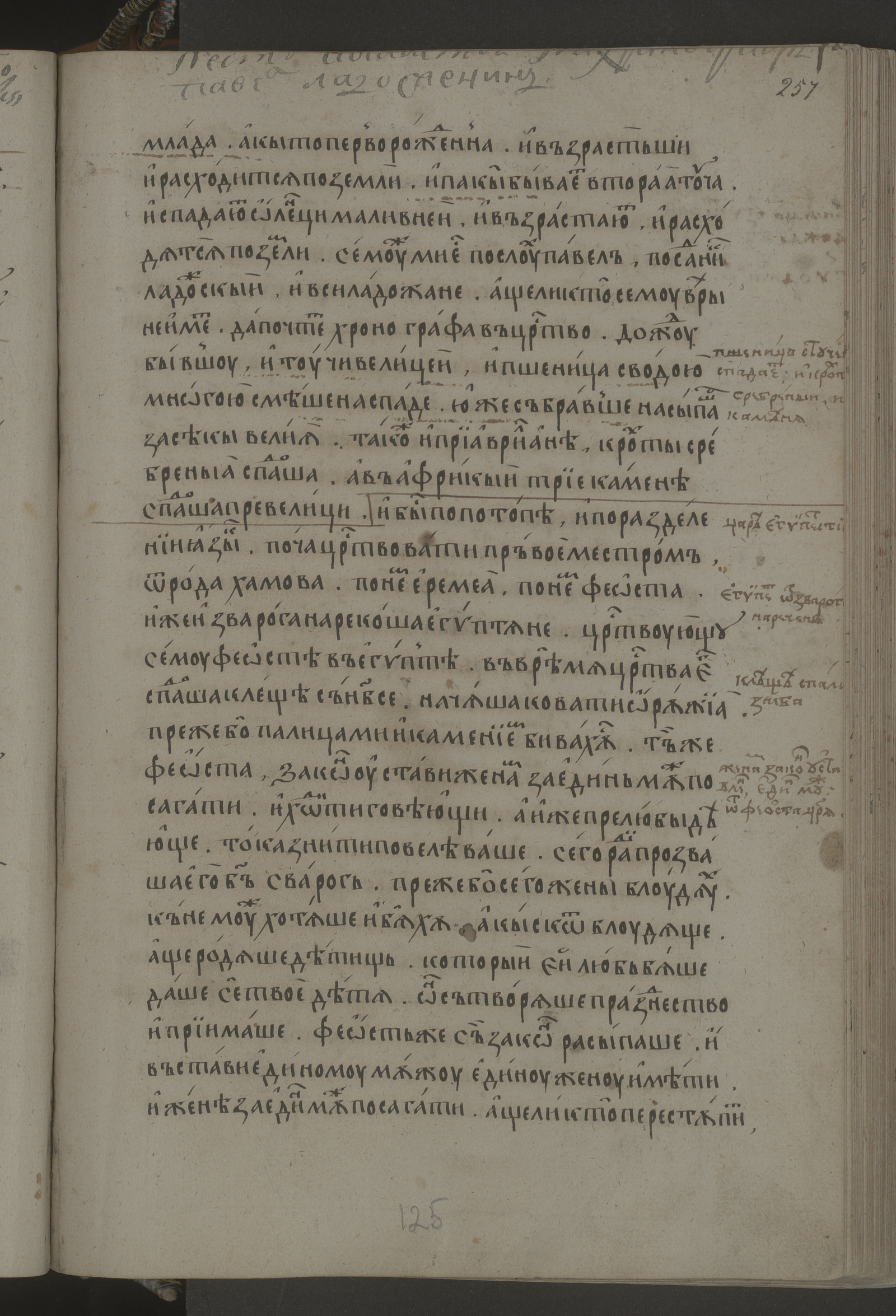
Хлєбниковський список сторінка 257, де під 6622 (1114) роком згадуються слов'янські язичницькі боги Сварог і Дажбог

Хлєбниковський список — список середньовічних українських літописних пам'яток, що належить до літописів Іпатського типу. Цей список як і Погодінський відомий під іменем останніх власників, хоч, можливо, більш слушно було б називати його «Острозьким» списком. Ймовірно, переписано в Острозі бл.1575 р. з ранішого тексту, що належав князям Острозьким, нащадкам волинських Рюриковичів.
Хлєбниковський список лежить в основі інших подібних до Іпатіївського літопису списків — списку Марка Бундура 1631 (зберігається у відділі рукописів Бібліотеки РАН) та Єрмолаєвського списку кін. XVII — поч. XVIII ст. (зберігається у відділі рукописів Російської національної бібліотеки).
Зберігається у відділі рукописів Російської національної бібліотеки в Санкт-Петербурзі .